# Oryzopsis vavilovii
Oryzopsis vavilovii är en gräsart som beskrevs av Roman Julievich Roshevitz. Oryzopsis vavilovii ingår i släktet Oryzopsis och familjen gräs. Inga underarter finns listade i Catalogue of Life.